# Coniopteryx (Holoconiopteryx) tenuicornis
Coniopteryx (Holoconiopteryx) tenuicornis is een insect uit de familie van de dwerggaasvliegen (Coniopterygidae), die tot de orde netvleugeligen (Neuroptera) behoort. 
Coniopteryx (Holoconiopteryx) tenuicornis is voor het eerst wetenschappelijk beschreven door Tjeder in 1969.